# Tobias Jakobovits
Tobias Jakobovits, auch Tobiáš Jakobovits, (geboren 23. November 1887 in Lackenbach, Österreich-Ungarn; gestorben 29. Oktober 1944 im KZ Auschwitz) war ein ungarisch-tschechoslowakischer Rabbiner und Bibliothekar.

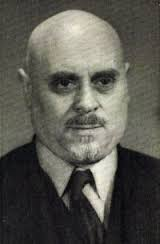
Tobias Jakobovits (1942) (Urheberrechte unklar)

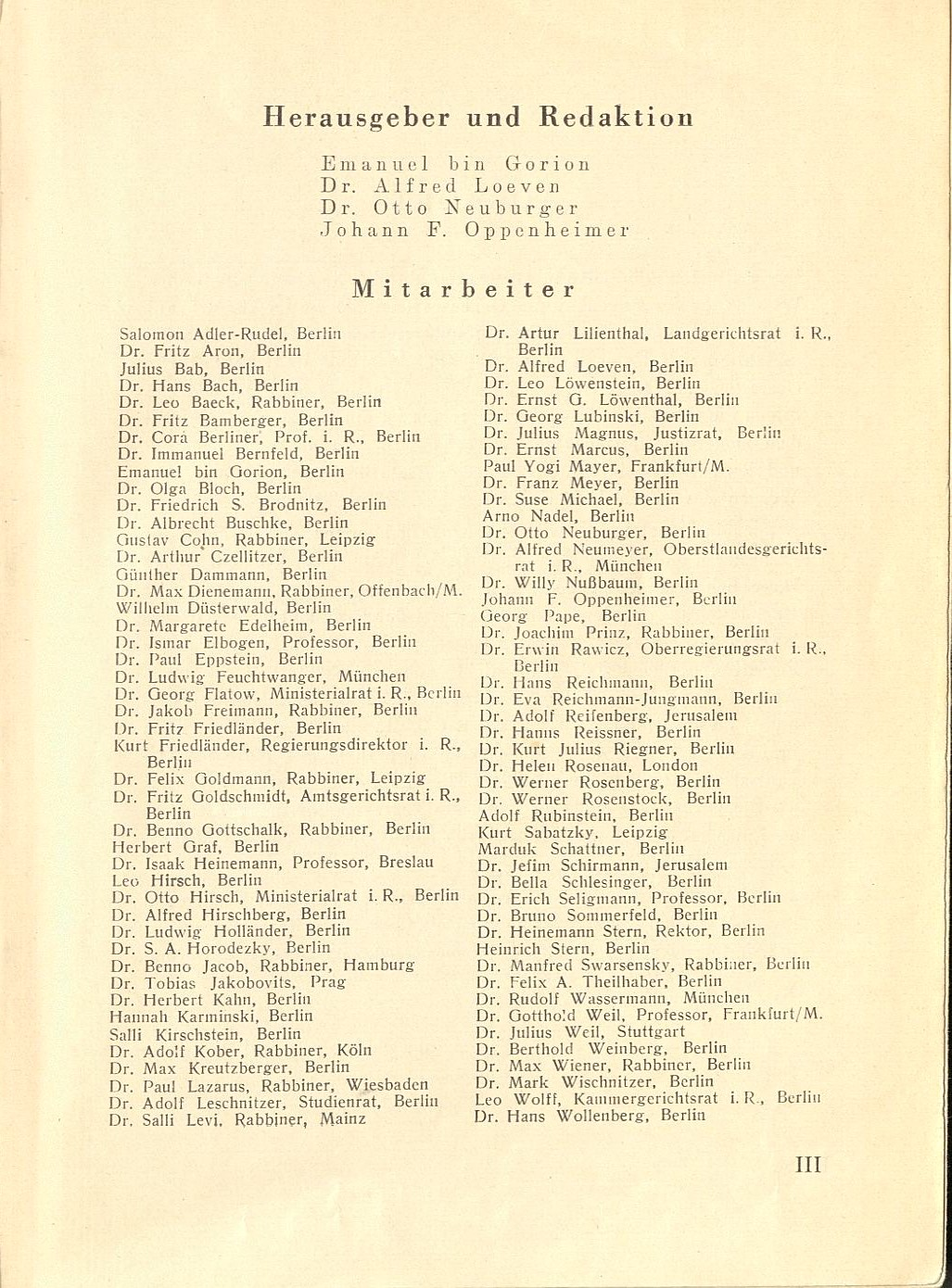
Tobias Jakobovits als Mitarbeiter im Philo-Lexikon (1935)

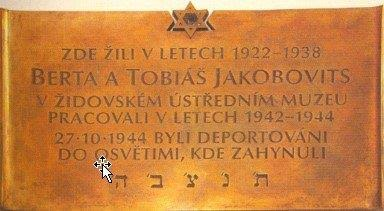
Gedenktafel in Prag

## Leben
Tobias Jakobovits war eines von mehreren Kindern des Rabbiners Shlomo (Solomon) Jakobovits und der Amalia Schwartz. Jakobovits besuchte die Jeschiwa in Sopronkeresztúr, in Szombathely und in Pozsony (Pressburg) und studierte in Berlin in der Religionsschule in der Großen Hamburger Straße bei Marcus Petuchowski. 1912 wurde er Assistent der Bibliothekars der Jüdischen Gemeinde Prag. 1917 wurde er Rabbiner der  jüdischen Gemeinde im Prager Vorort Michle. Jakobovits studierte Semitistik an der Deutsche Universität Prag und wurde 1920 promoviert.
1922 wurde er leitender Bibliothekar der Bibliothek der Prager Jüdischen Gemeinden, er sammelte seltene Bücher und Manuskripte und katalogisierte die Bestände in einem handschriftlichen Verzeichnis. Er arbeitete als Religionslehrer an deutsch-jüdischen Schulen und war Mitglied im Rabbinerverband in Böhmen. Jakobovits heiratete Bertha Petuchowski, Tochter des Berliner Rabbiners Markus Petuchowski. Sie hatten zwei 1924 und 1926 geborene Söhne, die beide Mitte 1939 nach der deutschen Okkupation der Tschechoslowakei zu einem Bruder Jakobovits' nach Palästina verschickt wurden.
Ab 1928 fungierte Jakobovits als Rabbiner im Dorf Uhlířské Janovice. Er widmete sich Forschungen  zur Geschichte und Genealogie der böhmischen Juden und publizierte Artikel im Jahrbuch der Gesellschaft für Geschichte der Juden in der Čechoslovakischen Republik (JGGJČ) und in Věstnik, der Zeitschrift der Prager Jüdischen Gemeinde.
Nach der Zerschlagung der Tschechoslowakei im Frühjahr 1939 dienten die Prager Bibliothek und das Jüdische Museum Prag den deutschen Okkupanten als Sammelort für die Bestände der gewaltsam geschlossenen Synagogen Böhmens. Auf Initiative des SS-Sturmbannführers Hans Günther, dem Leiter der Prager Zentralstelle für jüdische Auswanderung, kam 1942 eine Ausstellung des von der SS geplanten Jüdischen Zentralmuseums Prag zustande, für die Jakobovits den größeren Teil des Katalogs schreiben musste.
Tobias und Bertha Jakobovits wurde am 27. Oktober 1944 in das KZ Auschwitz deportiert und dort ermordet.
Baron Israel Immanuel Jakobovits (1921–1999), von 1967 bis 1991 Oberrabbiner der United Hebrew Congregations of the Commonwealth mit Sitz in London, war ein Sohn seines Bruders Joel Julius Jakobovits.

## Schriften (Auswahl)
- Entstehungsgeschichte der Bibliothek der israelitischen Kultusgemeinde in Prag. Prag : Die Kultusgemeinde, 1927
- Jüdisches Gemeindeleben in Kolin, 1763–1768. In: Jahrbuch der Gesellschaft für Geschichte der Juden in der Čechoslovakischen Republik, 1 (1929): S. 332–368
- Wer ist Abraham Aron Lichtenstadt?. In: Geschichte und Wissenschaft des Judentums, 1930, S. 35–41
- Die Judenabzeichen in Böhmen. In: Jahrbuch der Gesellschaft für Geschichte der Juden in der Čechoslovakischen Republik, 3 (1931): S. 145–184
- Die Erlebnisse des Oberrabiners Simon Spira-Wedeles in Prag, 1640–1679. In: Jahrbuch der Gesellschaft für Geschichte der Juden in der Čechoslovakischen Republik, 4 (1932): S. 240–290
- Die Verbindungen der Prager Familien Oettingen-Spira (Wedeles)-Bondi. In: Geschichte und Wissenschaft des Judentums, 1932, S. 511–519
- Das Prager und Böhmische Landesrabbinat Ende des 17-ten und Anfang des 18-ten Jahrhunderts. In: Jahrbuch der Gesellschaft für Geschichte der Juden in der Čechoslovakischen Republik, 5 (1933): S. 79–136
- Die jüdische Zünfte in Prag. In: Jahrbuch der Gesellschaft für Geschichte der Juden in der Čechoslovakischen Republik, 8 (1936): S. 57–145
- Erlebnisse des R. Berl Jeiteles als Primator der Prager Judenschaft. In: Jahrbuch der Gesellschaft für Geschichte der Juden in der Čechoslovakischen Republik, 1935
- Die Brandkatastrophe in Nachod und die Austreibung der Juden aus Boehm.-Skalitz (1663–1705). In: Jahrbuch der Gesellschaft für Geschichte der Juden in der Čechoslovakischen Republik, 1938 : S. 26–28